# Багс (Вайоминг)
Багс (англ. Baggs, Wyoming) — город, расположенный в округе Карбон (штат Вайоминг, США) с населением в 348 человек по статистическим данным переписи 2000 года.

## География
По данным Бюро переписи населения США город Багс имеет общую площадь в 1,29 квадратных километров, водных ресурсов в черте населённого пункта не имеется.
Город Багс расположен на высоте 1904 метра над уровнем моря.

## Демография
По данным переписи населения 2000 года в Багсе проживало 348 человек, 88 семей, насчитывалось 147 домашних хозяйств и 197 жилых домов. Средняя плотность населения составляла около 273 человек на один квадратный километр. Расовый состав Багса по данным переписи распределился следующим образом: 94,83 % белых, 2,59 % — коренных американцев, 0,29 % — азиатов, 0,57 % — представителей смешанных рас, 1,72 % — других народностей. Испаноговорящие составили 5,17 % от всех жителей города.
Из 147 домашних хозяйств в 32,0 % — воспитывали детей в возрасте до 18 лет, 44,9 % представляли собой совместно проживающие супружеские пары, в 9,5 % семей женщины проживали без мужей, 40,1 % не имели семей. 29,3 % от общего числа семей на момент переписи жили самостоятельно, при этом 10,9 % составили одинокие пожилые люди в возрасте 65 лет и старше. Средний размер домашнего хозяйства составил 2,37 человек, а средний размер семьи — 2,97 человек.
Население города по возрастному диапазону по данным переписи 2000 года распределилось следующим образом: 26,1 % — жители младше 18 лет, 6,3 % — между 18 и 24 годами, 31,0 % — от 25 до 44 лет, 25,6 % — от 45 до 64 лет и 10,9 % — в возрасте 65 лет и старше. Средний возраст жителей составил 39 лет. На каждые 100 женщин в Багсе приходилось 112,2 мужчин, при этом на каждые сто женщин 18 лет и старше приходилось 100,8 мужчин также старше 18 лет.
Средний доход на одно домашнее хозяйство в городе составил 29 688 долларов США, а средний доход на одну семью — 38 250 долларов. При этом мужчины имели средний доход в 32 031 доллар США в год против 21 250 долларов среднегодового дохода у женщин. Доход на душу населения в городе составил 20 812 долларов в год. 7,9 % от всего числа семей в округе и 14,9 % от всей численности населения находилось на момент переписи населения за чертой бедности, при этом 8,4 % из них были моложе 18 лет и 10,8 % — в возрасте 65 лет и старше.